# 쿠라마 (유유백서)
쿠라마(蔵馬)는 《유유백서》에 등장하는 등장인물으로, 국내명은 초홍.

## 소개
성우 - 오가타 메구미 / 정재헌
인간계에서 생활하는 요괴로 식물을 조종하고 장미채찍으로 싸운다. 원래 정체는 마계의 도적 요호 쿠라마. 인간계에서의 이름은 미나미노 슈이치(주찬)이라는 이름을 사용한다. 지금까지 자신을 키워준 어머니를 걱정한다. 어머니가 병에 걸려서 어떤 소원을 이뤄준다는 암흑경을 훔치기 위해 히에이, 고우키와 함께 손을 잡고 훔치지만 그들을 배신하고 나중에 유스케를 불러서 어머니만 살려준다면 어떤 심판이든 받겠다고 하고 밤에 암흑경을 사용하자 유스케의 도움으로 그도 목숨을 건진다. 그 후에 히에이와 함께 유스케를 도와준다. 마음이 너무 순진해서 암흑무술대회에서는 마성술사팀의 가마와 우라우라 시마의 함정에 걸려들곤 한다.

## 요호 쿠라마(여우요괴 초홍)
쿠라마의 진짜 모습으로 마계의 도적이었으나 마계에 내려와 인간의 몸에 붙어서 살게되었다. 원래는 상처가 다 완치되면 빠저나갈려고 했으나 시간이 지나버려서 분리할 수가 없게 되버려서 미나미노 슈이치의 모습으로 영원히 살게 되었다. 암흑무술대회에서 순진하게 우라우라 시마의 함정에 걸려서 원래 모습으로 돌아오지만 그를 쓰러뜨리고 난 뒤 시간이 지나서 인간의 모습으로 돌아온다. 결승전에서 스즈키한테 받은 전세의 열매를 이용해 카라스에게 도전하나 도리어 카라스의 엄청난 공격을 받고 인간의 모습으로 돌아가버린다.